# Wiha Panthers Schwenningen
El Panthers Schwenningen, conocido por notivos de patrocinio como Wiha Panthers Schwenningen, es un equipo de baloncesto alemán con sede en la ciudad de Villingen-Schwenningen, que compite en la ProA, la segunda división de su país. Disputa sus partidos en el Deutenberghalle, con capacidad para 1401 espectadores.

## Historia
Los orígenes del baloncesto en Villingen-Schwenningen datan de los años 80, en el club Klub Gradjana Yugoslavje Schwenningen, que más tarde se fusionaría con el DJK Villingen, siendo el origen del actual club.
Tras jugar a lo largo de su historia en ligas regionales, en 2010 consigue el ascenso a la ProB, pero solo dura un año en categoría nacional, descendiendo la temporada siguiente, bajando incluso a 2.Regionalliga la temporada 2011-12. Cinco años más tarde recuperaría de nuevo la categoría nacional en su tercer nivel.

## Trayectoria
| Temporada | Nivel | Liga           | Pos. | Resultado       |
| --------- | ----- | -------------- | ---- | --------------- |
| 2006-07   | 4     | Regionalliga   | 2º   |                 |
| 2007-08   | 4     | Regionalliga   | 3º   |                 |
| 2008-09   | 4     | Regionalliga   | 3º   |                 |
| 2009-10   | 4     | Regionalliga   | 1º   | Asciendecampeón |
| 2010-11   | 3     | ProB           | 11º  | Desciende       |
| 2011-12   | 4     | Regionalliga   | 14º  | Desciende       |
| 2012-13   | 5     | 2.Regionalliga | 1º   | Campeón         |
| 2013-14   | 5     | 2.Regionalliga | 1º   | Asciendecampeón |
| 2014-15   | 4     | Regionalliga   | 3º   |                 |
| 2015–16   | 4     | Regionalliga   | 2º   |                 |
| 2016–17   | 4     | Regionalliga   | 1º   | Campeón         |
| 2017-18   | 4     | Regionalliga   | 1º   | Campeón         |
| 2018-19   | 3     | ProB           |      |                 |